# Augusto Galán
Augusto Galán Sarmiento (Bogotá, 1956) es un médico cardiólogo y político colombiano, miembro del Partido Liberal Colombiano. 
Fue Ministro de Salud durante el gobierno de Ernesto Samper y embajador de Colombia ante la Unesco.

## Estudios y vida pública
Estudió en el Liceo La Salle de Bogotá, Medicina en la Escuela de Medicina Juan N. Corpas. En los años de 1982 y 1986 realizó su especialización en cardiología en la Clínica Shaio de Bogotá y en la Escuela Colombiana de Medicina. Durante 1987 y 1988 se especializó en cardiología en el Baylor College of Medicine y The Methodist Hospital en Estados Unidos. 
Fue Ministro de Salud de Colombia durante el gobierno del presidente Ernesto Samper Pizano, durante un período de julio de 1995 y julio de 1996. Galán además de ser Ministro de Salud, fue asesor de la Presidencia de la República, coordinador del Servicio Seccional de Salud de Santander. También fue colaborador del diario  El Tiempo.

## Familia
Es hijo de Mario Galán Gómez, político liberal oriundo de Santander y Presidente de la compañía Ecopetrol, y de Carmen Cecilia Sarmiento Suárez. Tuvo 11 hermanos entre ellos: Luis Carlos, Antonio, María Lucía, Gabriel, María Victoria, Helena, Gloria, Cecilia, Juan Daniel, Elsa y Francisco Alberto Galán Sarmiento. Está casado con Yolanda Guerrero, con quien tuvo 3 hijos: Juan Sebastián, María Camila y Luis Gabriel. 
Hermano menor del asesinado caudillo liberal Luis Carlos Galán Sarmiento y del también ingeniero y político colombiano Antonio Galán. Tío de  Juan Manuel,  Claudio Mario y Carlos Fernando Galán Pachón. Luis Alfonso Galán Corredor